# OKB

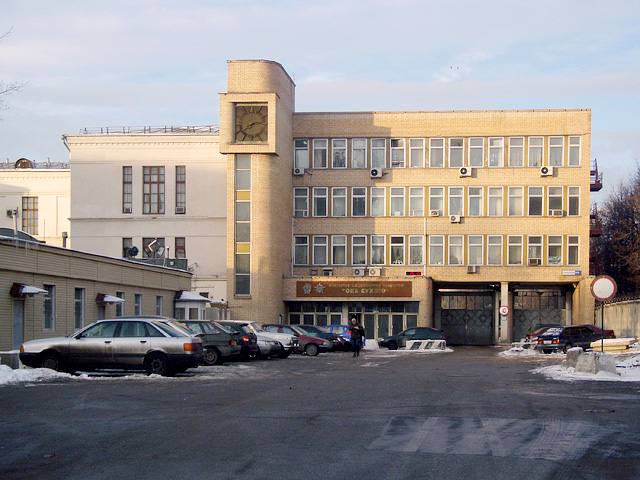
Escritório do OKB-51 - Sucoi, Rússia

OKB é uma sigla para a expressão russa "Опытное конструкторское бюро"  - Opytnoe Konstructorskoe Byuro, que significa Birô de desenho experimental. Durante a época da União Soviética os OKBs eram células de desenvolvimento de pesquisas, especialmente com finalidade militar.

## OKBs envolvidos com a indústria aeroespacial
- KB-1 - NPO Almaz, Vitaly Shabanov
- OKB-1 - Korolev (hoje em dia RKK Energia)
- OKB-1 - Dr. Brunholff Baade abandonado em 1953
- OKB-2 - antigo nome do MKB Raduga (OKB-155-2)
- OKB-3 - Bratukhin
- OKB-4 - Molniya
- OKB-8 - Novator (mísseis SAM de longo alcance)
- OKB-19 - Shvetsov, Soloviev. Hoje: "Perm MKB".
- OKB-20 - Klimov, Omsk-Motors
- OKB-21 - Alexeyev
- OKB-23 - Myasishchev (também OKB-482)
- OKB-24 - Mikulin
- OKB-26 - Klimov
- OKB-39 - Ilyushin
- OKB-45 - Klimov
- OKB-47 - Yakovlev originalmente, transferido para Shcherbakov
- OKB-49 - Beriev
- OKB-51 - Sukhoi
- OKB-52 - Chelomei
- OKB-86 - Bartini
- OKB-115 - Yakovlev
- OKB-117 - Klimov, Izotov
- OKB-120 - Zhdanov
- OKB-124 - N/A (sistemas de refrigeração para o Tu-121)
- OKB-134 - Vympel
- OKB-140 - N/A (primeiro ignitor a alcool para o Tu-121)
- OKB-153 - Antonov
- OKB-154 - Kosberg, anteriormente OKB-296
- OKB-155 - Mikoyan (anteriormente Mikoyan-Gurevich)
- OKB-155-2 - (também conhecido como  OKB-2-155) OKB-155 em Dubna. Gurevich, Berezniak-Isaev (BI)... Hoje MKB Raduga.
- OKB-156 - Tupolev
- OKB-165 - Lyulka
- OKB-207 - Borovkov, e Florov
- OKB-240 - Yermolaev
- OKB-256 - Tsybin
- OKB-276 - Kuznetsov
- OKB-296 - renomeado para OKB-154 em 1946 KB Khimatovmatika
- OKB-300 - Tumansky
- OKB-301 - Lavochkin
- OKB-329 - Mil
- SKB-385 - Makeev
- OKG-456 - Glushko
- OKB-458 - Chetverikov
- OKB-478 - Ivchenko
- OKB-586 - Yangel
- OKB-692 - JSC "Khartron" (anteriormente KB electropriborostroeniya, depois NPO "Electropribor")
- OKB-938 - Kamov